# Angiopatia amiloide
L'Angiopatia Amiloide Cerebrale (detta anche Angiopatia Congofila), è una forma di angiopatia nella quale si formano depositi di materiale amiloide sulle pareti dei vasi sanguigni di medio e piccolo calibro del sistema nervoso centrale.
Il termine "congofila" è utilizzato in quanto la presenza di aggregazioni anomale di amiloide possono essere evidenziate, nell'esame microscopico dei tessuti encefalici, tramite l'uso del colorante Rosso Congo.
In questa forma patologica, l'amiloide viene rinvenuta solo all'interno dei vasi meningo-corticali del cervello, e come tale l'angiopatia amiloide non è completamente correlata ad altre forme di amiloidosi, differendo anche per la conformazione sterica della proteina mutata.
I depositi amiloidi predispongono a lesioni i vasi sanguigni coinvolti, aumentando il rischio di emorragie cerebrali; queste emorragie sono solitamente localizzate in un unico lobo cerebrale, a differenza delle emorragie legate all'ipertensione, e hanno un ampio range di manifestazioni cliniche: da asintomatiche, nel caso delle microemorragie, fino alle grandi emorragie che risultano in sintomatologie più evidenti ed invalidanti come emiparesi, aprassia.
L'angiopatia amiloide, essendo causata da accumuli della stessa Beta-amiloide che è riscontrabile nella malattia di Alzheimer, è spesso correlata con tale patologia. Non si tratta di una nuova malattia, ma il suo inquadramento nosologico è ancora relativamente giovane; ciò è legato al fatto che prima la malattia potesse essere evidenziata solo all'autopsia, mentre oggi grazie al progredire della neuroradiologia delle emorragie, possono essere reperiti segni suggestivi della malattia anche prima dello sviluppo di sintomi.
Nel 2015 è venuto alla luce che la terapia a base di ormoni della crescita ricavati da cadaveri, che in seguito si è scoperto affetti da Creutzfeldt-Jakob (CJD), ha provocato casi di angiopatia amiloide cerebrale (CAA). In seguito a questa scoperta sono stati fatti esperimenti sui topi e nel dicembre 2018 è stato pubblicato che questi ultimi se trattati con i campioni, risalenti ad oltre 30 anni, di ormoni ricavati da cadaveri umani contaminati hanno sviluppato anch'essi l'angiopatia amiloide cerebrale. Dal 1985 la terapia a base di ormoni della crescita non prevede più l'uso di ormoni da cadaveri ma di ormoni sintetici. Ad oggi non sono conosciuti indizi che la malattia di Alzheimer possa essere contagiosa o trasmissibile.

## Sintomatologia
La angiopatia amiloide può causare segni e sintomi molto diversi, la cui manifestazione principale è l'emorragia cerebrale. Emorragie più estese possono portare a conseguenze più serie come emiparesi, disturbi della coordinazione, afasia, aprassia, disturbi della sensibilità, e nei casi più gravi possono portare a morte. Per quanto riguarda le emorragie minori, non sono necessariamente associate a sintomi ma sono tuttavia visibili alla risonanza magnetica. Inoltre possono manifestarsi come alcuni episodi transitori, delle durata di qualche minuto, di deficit neurologici focali, caratterizzati a seconda dell'area interessata da: parestesie, debolezza o blocco ad un arto, perdita del campo visivo, macchie nel campo visivo e disturbi del linguaggio. Altrettanto possono verificarsi disturbi a livello cognitivo come afasia, disorientamento spaziale, deficit memoria a breve termine.

## Diagnosi
La diagnosi della forma non ereditaria si avvale dell'ausilio di una RM encefalica: qui vengono ricercati segni di emorragie, microemorragie o sanguinamenti pregressi. Applicando i "Criteri di Boston" può essere fatta diagnosi di Angiopatia amiloide "probabile" o "possibile", mentre la diagnosi di certezza può essere fatta solo con una biopsia, di solito eseguita post-mortem.

## HCHWA-D
HCHWA-D (Hereditary Cerebral Hemorrhages With Amyloidosis – Dutch type) è una forma ereditaria di angiopatia amiloide, che, attraverso le indagini genetiche può essere diagnosticata con certezza anche ante-mortem. Questa variante ha prevalenza stimata tra 500 e 2000 pazienti, la maggior parte proveniente dalla piccola cittadina di Katwijk in Olanda, con un cluster presente anche in Australia, in alcune località in passato colonie olandesi. In Olanda è infatti nota come "malattia di Katwijk". La modalità di trasmissione è autosomica dominante ed è legata alla mutazione E22Q sul codone 693 del gene APP sul cromosoma 21q21.2, che codifica per la proteina precursore della beta-amiloide. Tale mutazione porta appunto al deposito esteso di beta-amiloide sulle arteriole meningo-corticali, causandone l'indebolimento e la rottura; tuttavia nel tessuto encefalico dei pazienti affetti non sono presenti le alterazioni più tipiche delle altre malattie da deposito di beta-amiloide (su tutti la malattia di Alzheimer) quali placche senili e grovigli neurofibrillari. Questa variante si può manifestare tra i 36 e i 70 anni, in media intorno ai 45 anni ed in un terzo dei casi il primo episodio emorragico risulta essere fatale. Nella maggior parte dei pazienti che superano i 40 anni si manifesta declino cognitivo e demenza precoce, mentre nel 50% dei pazienti con storia di stroke sintomatico è presente epilessia. La sopravvivenza a dieci anni dal primo episodio è ridotta.

## Trattamento
Non esiste attualmente una terapia specifica per la fase acuta e per la prevenzione. È di solito associata ipertensione arteriosa, meno responsiva ai farmaci antipertensivi comuni. Il decorso è molto variabile anche all'interno delle stesse famiglie. La terapia è sintomatica, tramite l'ausilio di farmaci antiepilettici e glucocorticoidi.
All'Università di Leida sono in fase di progettazione degli anticorpi, ricavati dal sistema immunitario del lama ed ingegnerizzati affinché possano legare la beta-amiloide. Dalle prime indicazioni sembra che questi anticorpi non si limitino a riconoscere la beta amiloide mutata ma riescano anche a legarla e mediarne la distruzione, suggestionando non poco i ricercatori per il suo potenziale impiego nella cura della angiopatia amiloide e dell'Alzheimer.